# Copa Mercosur 2001
Die Copa Mercosur 2001 war die 4. und letzte Ausspielung des südamerikanischen Vereinsfußballwettbewerbs. Es nahmen 20 Mannschaften aus fünf Verbänden teil. Der argentinische Vertreter San Lorenzo de Almagro gewann das Finale gegen den brasilianischen Vertreter Flamengo Rio de Janeiro nach Elfmeterschießen.

## Modus
Die Teilnehmer aus Argentinien, Brasilien, Chile, Paraguay und Uruguay werden in fünf Vierer-Gruppen aufgeteilt. Im Ligamodus treten die Vereine in Heim- und Auswärtsspielen gegeneinander an und ermitteln die Viertelfinalisten. Die fünf Gruppensieger und die drei besten Zweiten qualifizieren sich. Im Pokalmodus mit Hin- und Rückspiel wird fortan der Turniersieger ermittelt.
In dieser Ausgabe zählen im Finale erstmals die Anzahl der Tore im Gesamtergebnis, allerdings ohne Auswärtstorregel, bei Gleichheit entscheidet das Elfmeterschießen.

## Gruppenphase

### Gruppe A
| Pl. | Verein               | Sp. | S | U | N | Tore    | Diff. | Punkte |
| --- | -------------------- | --- | - | - | - | ------- | ----- | ------ |
| 1.  | Club Cerro Porteño   | 6   | 3 | 1 | 2 | 008:600 | +2    | 10     |
| 2.  | Universidad Católica | 6   | 3 | 0 | 3 | 008:900 | −1    | 09     |
| 3.  | CR Vasco da Gama     | 6   | 2 | 2 | 2 | 011:110 | ±0    | 08     |
| 4.  | Boca Juniors         | 6   | 1 | 3 | 2 | 009:100 | −1    | 06     |

### Gruppe B
| Pl. | Verein                  | Sp. | S | U | N | Tore    | Diff. | Punkte |
| --- | ----------------------- | --- | - | - | - | ------- | ----- | ------ |
| 1.  | Flamengo Rio de Janeiro | 6   | 5 | 0 | 1 | 011:600 | +5    | 15     |
| 2.  | San Lorenzo de Almagro  | 6   | 3 | 1 | 2 | 009:400 | +5    | 10     |
| 3.  | Nacional Montevideo     | 6   | 3 | 1 | 2 | 008:500 | +3    | 10     |
| 4.  | Club Olimpia            | 6   | 0 | 0 | 6 | 000:130 | −13   | 0      |

### Gruppe C
| Pl. | Verein                  | Sp. | S | U | N | Tore    | Diff. | Punkte |
| --- | ----------------------- | --- | - | - | - | ------- | ----- | ------ |
| 1.  | Corinthians São Paulo   | 6   | 3 | 1 | 2 | 008:600 | +2    | 10     |
| 2.  | CA Independiente        | 6   | 3 | 0 | 3 | 008:800 | ±0    | 09     |
| 3.  | Cruzeiro Belo Horizonte | 6   | 2 | 2 | 2 | 009:800 | +1    | 08     |
| 4.  | CSD Colo-Colo           | 6   | 1 | 3 | 2 | 003:600 | −3    | 06     |

### Gruppe D
| Pl. | Verein             | Sp. | S | U | N | Tore    | Diff. | Punkte |
| --- | ------------------ | --- | - | - | - | ------- | ----- | ------ |
| 1.  | CA Talleres        | 6   | 2 | 4 | 0 | 010:500 | +5    | 10     |
| 2.  | CA Vélez Sarsfield | 6   | 2 | 2 | 2 | 012:110 | +1    | 08     |
| 3.  | FC São Paulo       | 6   | 1 | 4 | 1 | 007:600 | +1    | 07     |
| 4.  | Peñarol Montevideo | 6   | 1 | 2 | 3 | 005:120 | −7    | 05     |

### Gruppe E
| Pl. | Verein               | Sp. | S | U | N | Tore    | Diff. | Punkte |
| --- | -------------------- | --- | - | - | - | ------- | ----- | ------ |
| 1.  | Grêmio Porto Alegre  | 6   | 4 | 2 | 0 | 011:400 | +7    | 14     |
| 3.  | River Plate          | 6   | 2 | 2 | 2 | 013:100 | +3    | 08     |
| 3.  | Palmeiras São Paulo  | 6   | 1 | 3 | 2 | 011:100 | +1    | 06     |
| 4.  | Universidad de Chile | 6   | 1 | 1 | 4 | 003:140 | −11   | 04     |

### Rangliste der Gruppenzweiten
| Pl. | Verein                               | Sp. | S | U | N | Tore    | Diff. | Punkte |
| --- | ------------------------------------ | --- | - | - | - | ------- | ----- | ------ |
| 1.  | Club Atlético San Lorenzo de Almagro | 6   | 3 | 1 | 2 | 009:400 | +5    | 10     |
| 2.  | CA Independiente                     | 6   | 3 | 0 | 3 | 008:800 | ±0    | 09     |
| 3.  | Universidad Católica                 | 6   | 3 | 0 | 3 | 008:900 | −1    | 09     |
| 4.  | CA Vélez Sarsfield                   | 6   | 2 | 2 | 2 | 012:110 | +1    | 08     |
| 5.  | River Plate                          | 6   | 2 | 2 | 2 | 013:100 | +3    | 08     |

## Viertelfinale
Die Hinspiele fanden am 24./25. Oktober, die Rückspiele am 31. Oktober bzw. 1. November 2001 statt.
|                         | Gesamt |                        | Hinspiel | Rückspiel |
| ----------------------- | ------ | ---------------------- | -------- | --------- |
| Club Cerro Porteño      | 3:6    | San Lorenzo de Almagro | 1:2      | 2:4       |
| Corinthians São Paulo   | 3:2    | Universidad Católica   | 2:0      | 1:2       |
| CA Talleres             | 0:2    | Grêmio Porto Alegre    | 0:2      | 0:0       |
| Flamengo Rio de Janeiro | 4:0    | CA Independiente       | 4:0      | 0:0       |

## Halbfinale
Die Hinspiele fanden am 21./22. November, die Rückspiele am 28./29. November 2001 statt.
|                        | Gesamt          |                         | Hinspiel | Rückspiel |
| ---------------------- | --------------- | ----------------------- | -------- | --------- |
| San Lorenzo de Almagro | 5:3             | Corinthians São Paulo   | 4:1      | 1:2       |
| Grêmio Porto Alegre    | 2:2 (2:4 i. E.) | Flamengo Rio de Janeiro | 0:0      | 2:2       |

## Finale
Das Hinspiel fand am 12., das Rückspiel sollte am 19. Dezember 2001 stattfinden, wurde aber wegen der Dezemberunruhen in Argentinien auf den 24. Januar 2002 verlegt.
|                        | Gesamt          |                         | Hinspiel | Rückspiel |
| ---------------------- | --------------- | ----------------------- | -------- | --------- |
| San Lorenzo de Almagro | 1:1 (4:3 i. E.) | Flamengo Rio de Janeiro | 1:1      | 0:0       |

## Beste Torschützen
| Rang | Spieler           | Klub                    | Tore |
| ---- | ----------------- | ----------------------- | ---- |
| 1    | Bernardo Romeo    | San Lorenzo de Almagro  | 10   |
| 2    | Juan              | Flamengo Rio de Janeiro | 5    |
|      | Pablo Cuba        | CA Talleres             | 5    |
| 4    | Leandro Gracián   | CA Vélez Sarsfield      | 4    |
|      | Limberg Gutiérrez | Nacional Montevideo     | 4    |
|      | Virgilio Ferreira | Club Cerro Porteño      | 4    |
|      | Alberto Acosta    | San Lorenzo de Almagro  | 4    |